# 요절복통 신양반전
"요절복통 신양반전"은 한국에서 제작된 김영한 감독의 1992년 영화이다. 문창근 등이 주연으로 출연하였고 김영한 등이 제작에 참여하였다.

## 출연

### 주연
- 문창근
- 정세혁
- 이대근
- 손상숙
- 소비아

## 기타
- 조명: 이민부